# PIEZO1
Il componente tipo piezo del canale ionico meccanosensibile 1 è una proteina che nell'uomo è codificata dal gene PIEZO1. PIEZO1 è una proteina del canale ionico meccanosensibile che forma un complesso omotrimerico con una caratteristica architettura a tre pale a forma di elica. Ogni subunità di PIEZO1 contiene tra i 30 e i 40 domini transmembrana. La proteina è costituita da un modulo centrale a pori e da moduli periferici di meccanotrasduzione. Il modulo a pori è composto dalle ultime due eliche transmembrana, da un dominio extracellulare a cappuccio e da un dominio intracellulare C-terminale.
PIEZO1 funziona come un canale cationico non selettivo in grado di condurre sia cationi monovalenti che bivalenti, inclusi Na+, K+ e Ca2+. La meccanosensibilità è una caratteristica distintiva di PIEZO1. Può essere attivata direttamente dalla tensione della membrana, con le strutture periferiche a lama e a trave che agiscono probabilmente come moduli di meccanotrasduzione. In particolare, PIEZO1 richiede una tensione inferiore per l'attivazione rispetto a quella dei canali meccanosensibili batterici. La proteina mostra un'inattivazione dipendente dalla tensione. PIEZO1 funge da meccanotrasduttore in vari tipi di cellule e tessuti, svolgendo un ruolo in processi quali lo sviluppo vascolare, la regolazione del volume dei globuli rossi e l'omeostasi epiteliale.
Piezo1 e il suo omologo stretto Piezo2 sono stati clonati nel 2010, utilizzando uno  'screening basato su siRNA per i canali ionici meccanosensibili..

## Struttura

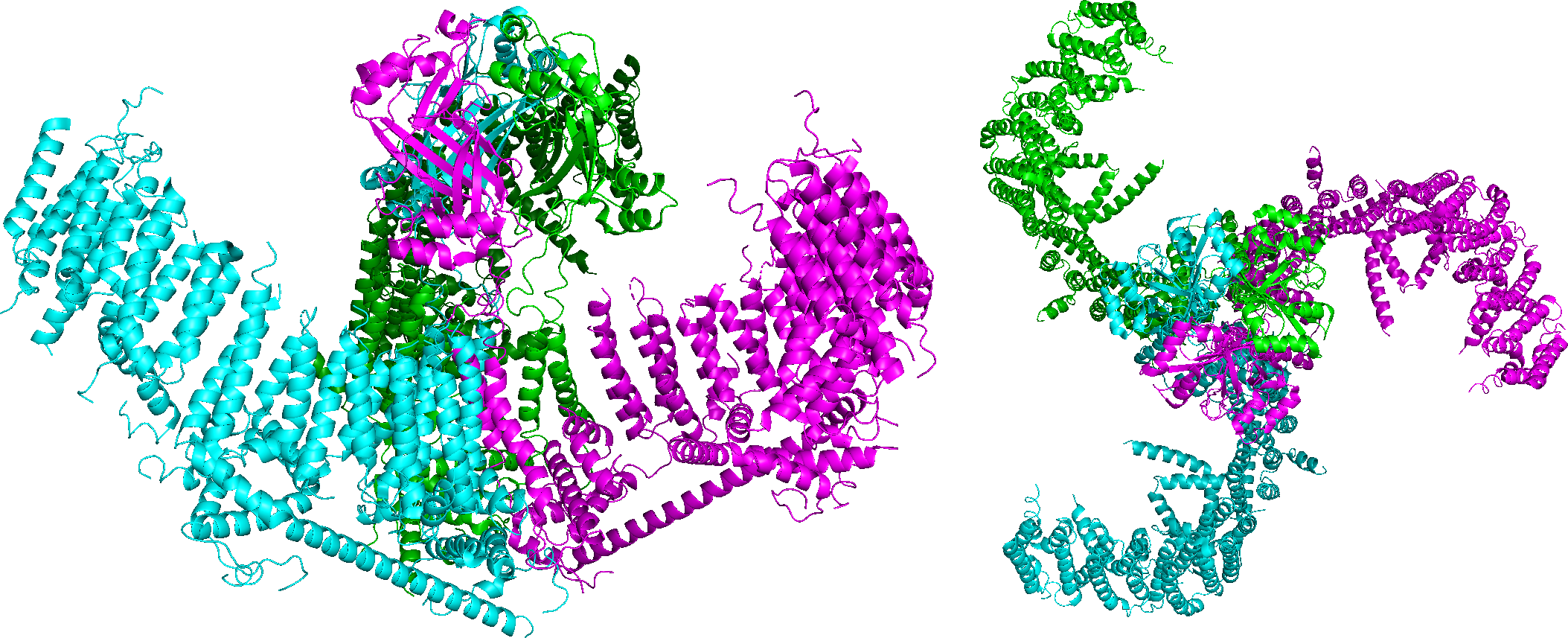
Immmagine dell'omotrimero PIEZO1 (a sinistra: di lato; a destra: dall'alto). fonte PDB 5Z10.

Piezo1 e Piezo2 condividono il 47% di identità tra loro e non hanno alcuna somiglianza con altre proteine, il che li rende unici tra i canali ionici. Si prevede che abbiano 24-36 domini 
transmembrana, a seconda dell'algoritmo di previsione utilizzato.
Nella pubblicazione originale gli autori hanno evitato di chiamare le proteine piezo come canali ionici, ma uno studio più recente dello stesso laboratorio ha dimostrato in modo convincente che Piezo1 è effettivamente la subunità poro-formante di un canale meccanosensibile. Questa nuova famiglia "Piezo" è catalogata come InterPro: IPR027272 e TCDB 1.A.75. Gli omologhi di Piezo1 si trovano in C. elegans e Drosophila, che, come altri invertebrati, hanno una singola proteina Piezo.
È noto (PDB: 6B3R) che il canale Piezo1 è una struttura simile a un'elica a tre pale, o trimero, con una curvatura della membrana unica. Quando viene attivato, si presume che un meccanismo  simile a una leva per le lame flessibili apra il poro centrale per consentire l'afflusso di ioni calcio. In genere, questo avviene in risposta alla tensione meccanica e alla fine porta all'attivazione di vie di segnalazione a valle. In quanto tale, l'attivazione di Piezo1 è essenziale per la trasduzione dei segnali biochimici.

## Meccanismo di azione

### Regolazione del volume cellulare

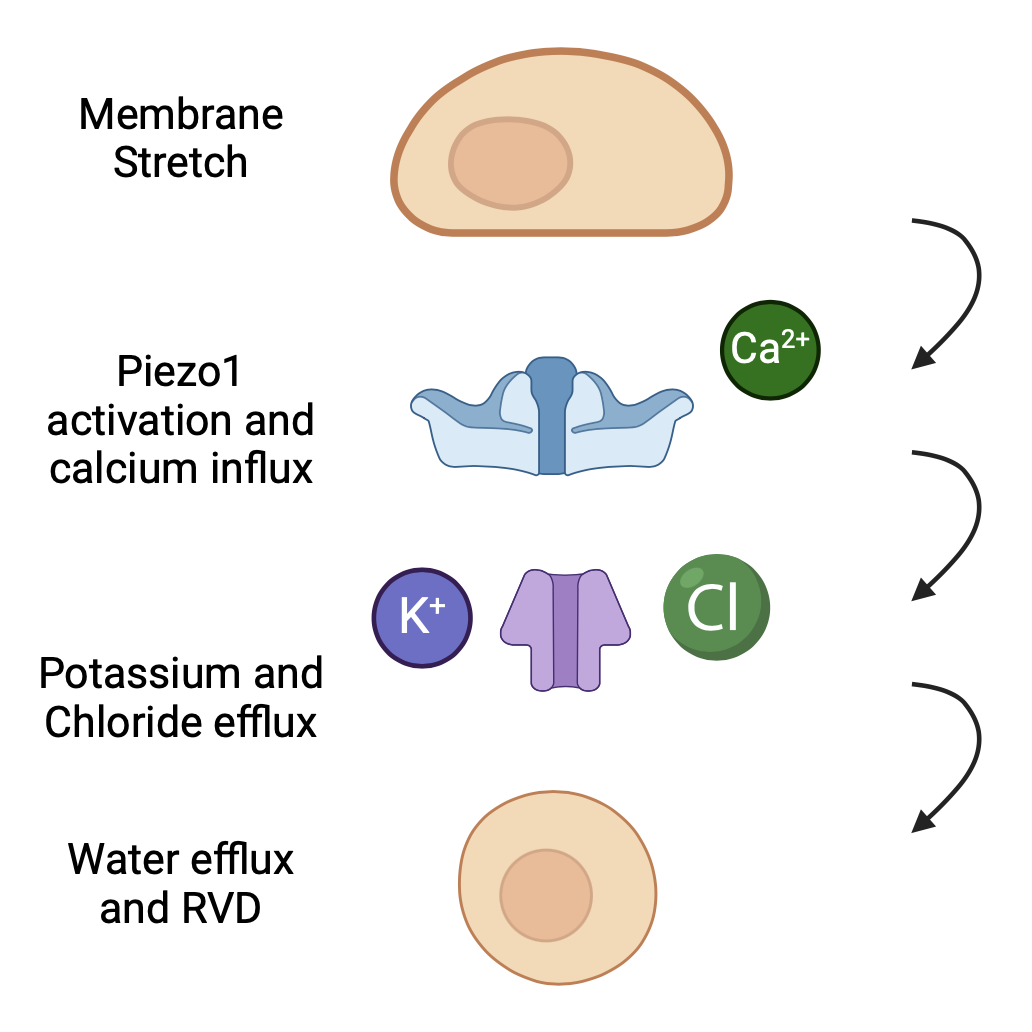
Decremento regolatorio del volume indotto da PIEZO1 (immagine realizzata col software BioRender)

La meccanotrasduzione è la risposta cellulare che deriva dalla conversione degli stimoli meccanici. Il PIEZO1 svolge un ruolo fondamentale nel mantenimento del volume cellulare, specialmente in condizioni di stress osmotico. Rileva l'allungamento della membrana dopo il rigonfiamento dovuto a condizioni ipotoniche e media l'attivazione calcio-dipendente dei canali anionici regolati dal volume (Volume-regulated anion channel, VRAC) e dei canali Kca, avviando un processo noto come diminuzione regolatoria del volume (regulatory volume decrease, RVD) per aiutare le cellule a recuperare le loro dimensioni originali.
Gli ioni potassio e cloruro vengono espulsi in questo processo per ripristinare l'equilibrio osmotico, creando un gradiente che incoraggia l'acqua a uscire dalla cellula. Ciò previene il danno cellulare dovuto al gonfiore prolungato ed è particolarmente importante per l'omeostasi cellulare, poiché Piezo1 modula il deflusso ionico e il movimento dell'acqua. Questo meccanismo è evidenziato negli eritrociti, dove le variazioni di volume nei capillari stretti possono portare all'emolisi. L'attivazione di Piezo1 supporta l'integrità strutturale e l'adattamento di queste cellule per mantenere un trasporto efficiente dell'ossigeno.

### Migrazione e regolazione del ciclo cellulare
L'afflusso di ioni calcio induce cambiamenti nel potenziale di membrana e nella concentrazione di ioni intracellulari, portando a una cascata di vie di segnalazione. Queste attivano chinasi calcio-dipendenti e cascate come il ramo ERK1/2 della via della proteina chinasi attivata da mitogeni (MAPK). Il percorso MAPK è ben caratterizzato e svolge un ruolo nella regolazione di una varietà di processi cellulari. Nel ramo ERK1/2, l'afflusso di calcio mediato da PIEZO1 fosforila i bersagli a valle, regolando l'espressione genica e la progressione del ciclo cellulare, specialmente nelle cellule del legamento parodontale (PDLC) dove il rimodellamento dei tessuti è prominente.

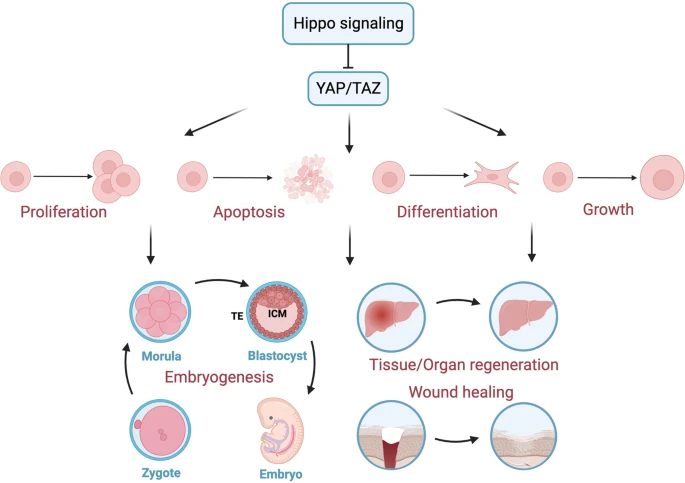
Meccanismo di azione della via metabolica Hippo/Yap

Nei gangli della radice dorsale (DRG), Piezo1 consente alle cellule di rilevare la rigidità del substrato e di modulare il comportamento attraverso la via calpaina-integrina-E-caderina. A partire dall'attivazione della calpaina, una proteasi che modula il citoscheletro e l'E-caderina, questa via interessa l'integrina B1, un recettore delle proteine della matrice extracellulare. La segnalazione PIEZO1 assicura la corretta localizzazione per facilitare l'adesione cellula-matrice, l'aggregazione cellulare e l'equilibrio tra proliferazione e apoptosi. Nelle cellule endoteliali, questa omeostasi supporta lo sviluppo vascolare perché le integrine sono fondamentali per l'angiogenesi.
Inoltre, PIEZO1 può influenzare il pathway Hippo/YAP, che controlla la proliferazione e la differenziazione cellulare, sottolineando il ruolo di PIEZO1 nella metastasi cellulare. Nel cancro ovarico, PIEZO1 facilita la traslocazione nucleare di YAP e promuove la transizione epitelio-mesenchimale (EMT), che porta all'acquisizione di caratteristiche invasive ed è un segno distintivo delle metastasi tumorali. La promozione dell'EMT migliora le capacità migratorie delle cellule cancerose. Alla luce di queste conoscenze, sono necessarie ulteriori ricerche per studiare l'inibizione della progressione tumorale che il targeting terapeutico potenzialmente offre.

### Sull'intestino
PIEZO1 favorisce la contrazione dei muscoli dell'intestino per accelerare il transito del cibo e permette anche di tenere a bada l'infiammazione. Nei topi e nell'uomo PIEZO1 è notevolmente attivo nei neuroni eccitatori, quelli che inducono la contrazione della muscolatura involontaria dell'intestino mediante il rilascio del neurotrasmettitore acetilcolina che esercita un'azione antinfiammatoria.

## Regolazione

### Segnalazione

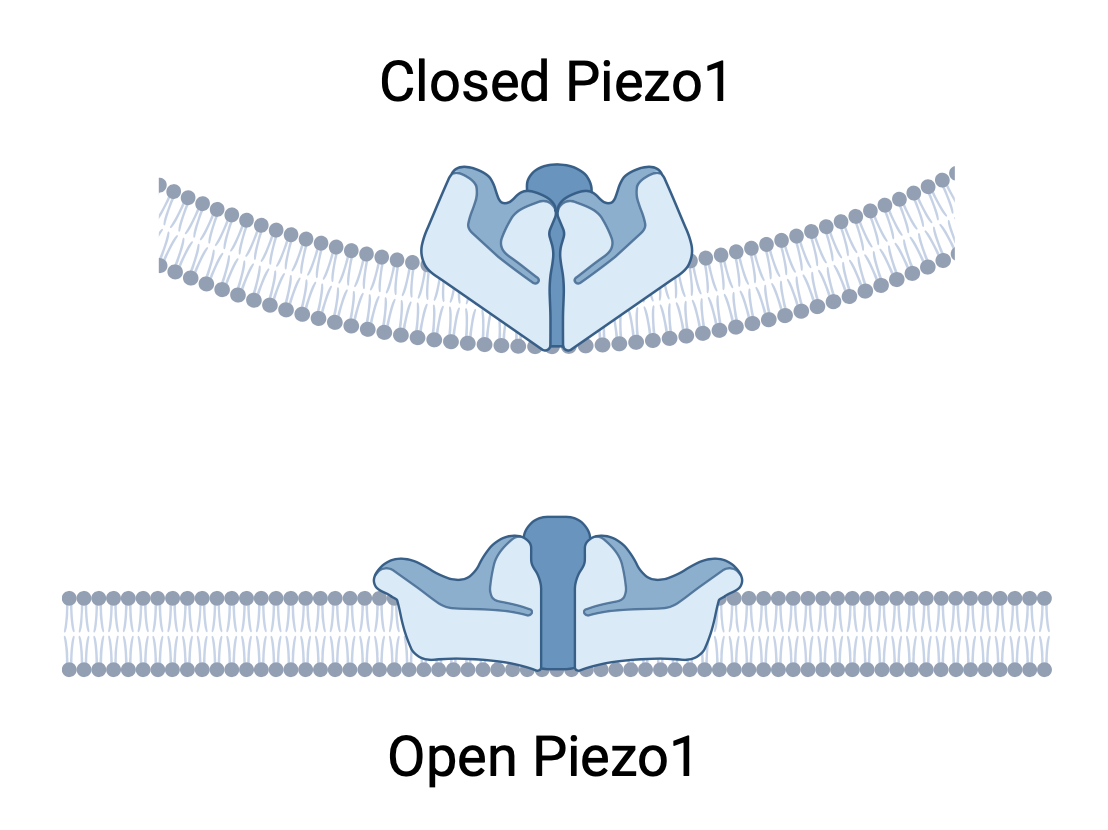
Curvatura della membrana in differenti stati di PIEZO1 (realizzata con BioRender)

PIEZO1 è anche coinvolto nella segnalazione (conformational signaling) e influenza le proteine vicine a causa dei cambiamenti nella curvatura della sua membrana. L'influenza si estende per decine di nanometri da PIEZO1, influenzando il doppio strato lipidico circostante. Questo meccanismo è indipendente dall'interazione diretta con le proteine, ma è comunque fondamentale nella modulazione dei canali ionici locali e delle cascate di segnalazione.
Le interazioni con i canali del potassio TREK1 sono un ottimo esempio di questa relazione. TREK1 è un canale a due pori che risponde in modo simile agli stimoli meccanici. L'attivazione di PIEZO1 aumenta l'attività di TREK1 modulando le sue proprietà di gate con maggiore ampiezza e uno stato di attivazione prolungato, anche in assenza di flusso ionico attraverso PiEZO1. a ricerca ha scoperto che questi non sono localizzati nello stesso punto, il che significa che non ci sono punti di contatto e interazioni fisiche dirette tra loro.

### Meccanismi di feedback

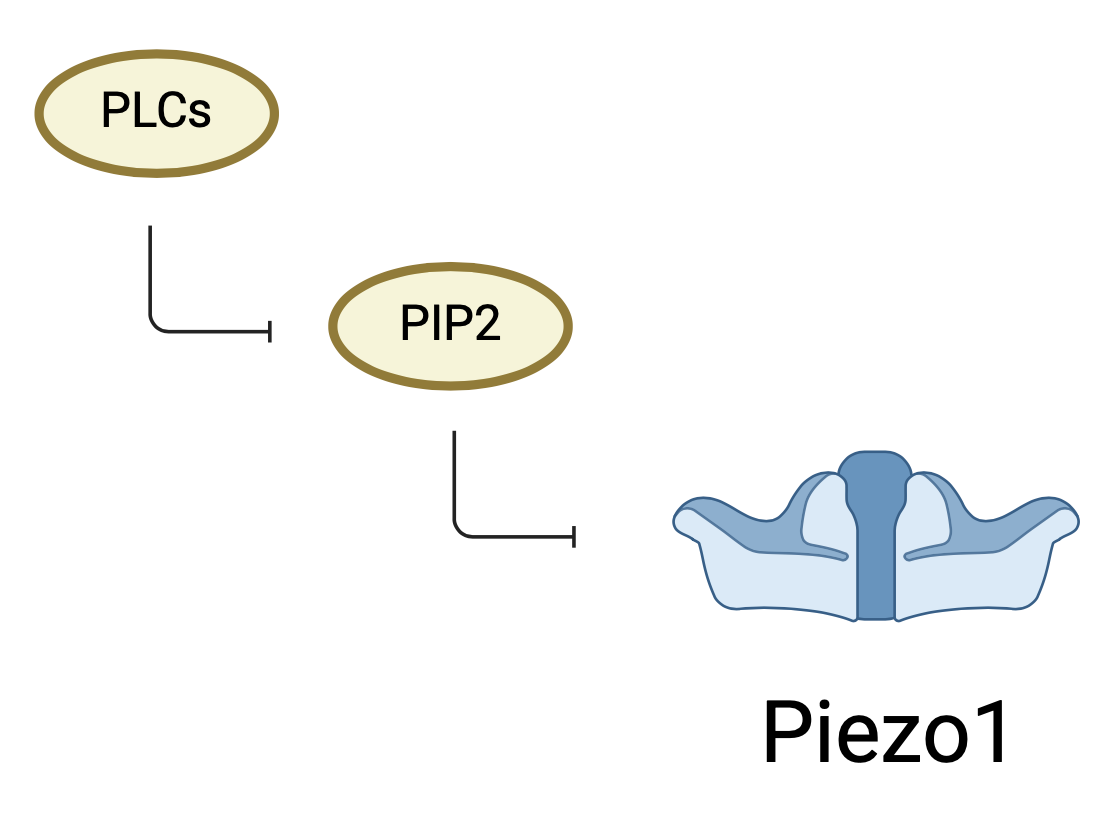
Meccanismo di autolimitazione di Piezo1 (immagine realizzata con BioRender)

L'aumento del calcio intracellulare attiva anche la fosfolipasi C (PLC), che a sua volta idrolizza la PIP2. L'idrolisi della PIP2 influisce direttamente sull'attività di PIEZO1. Un meccanismo di autolimitazione di PIEZO1 è la riduzione dell'attività causata dall'esaurimento della PIP2 (fosfatidilinositolo 4,5-bisfosfato) nella membrana. Questo assicura che PIEZO1 non rimanga eccessivamente attivo.

## Distribuzione tissutale
Il PIEZO1 è espresso nei polmoni, nella vescica e nella pelle, dove la meccanosensazione svolge importanti ruoli biologici. A differenza del PIEZO2, che è altamente espresso nei gangli della radice dorsale sensoriale, il PIEZO1 non è espresso nei neuroni sensoriali. Di conseguenza, il PIEZO1 svolge un ruolo significativo in molteplici processi neurobiologici, tra cui la rigenerazione degli assoni, la differenziazione delle cellule staminali neurali e la progressione delle malattie neurologiche.
PIEZO1 è espresso anche nelle cellule immunitarie, compresi i linfociti e le cellule mieloidi, e ha dimostrato di avere un ruolo nella funzione dei processi immunitari fondamentali, come la presentazione dell'antigene e la fagocitosi.
È stato dimostrato che i livelli di mRNA di PIEZO1 sono aumentati dalla stimolazione meccanica, come la vibrazione a 1.000 Hz nei monociti.

## Significato clinico
PIEZO1 si trova anche nei globuli rossi e le mutazioni di guadagno di funzione nei canali sono associate alla xerocitosi ereditaria o stomatocitosi. I canali PIEZO1 sono integratori fondamentali nella biologia vascolare.
Un allele di Piezo1, l'E756del, provoca una mutazione di guadagno di funzione, con conseguente disidratazione dei globuli rossi e resistenza al Plasmodium. È stato dimostrato in vitro che questo allele previene l'infezione da malaria cerebrale.
Il PIEZO1 è stato implicato nell'estrusione delle cellule epidermiche quando uno strato diventa troppo confluente per preservare la normale omeostasi cutanea. Questo agisce per prevenire l'eccessiva proliferazione del tessuto cutaneo ed è stato implicato nella biologia del cancro come fattore che contribuisce alle metastasi aiutando le cellule viventi a fuggire da un monostrato.
L'espressione di PIEZO1 nelle cellule immunitarie innate dei topi è essenziale per la loro funzione, un ruolo mediato dal rilevamento di segnali meccanici. La carenza di PIEZO1 nei topi porta a una maggiore suscettibilità delle cellule mieloidi alle infezioni da Pseudomonas aeruginosa.
La sindrome da malformazione linfatica 6 è causata da mutazioni del PIEZO1 ed è stata caratterizzata nel 2015.
Il PIEZO1 è stato proposto come bersaglio terapeutico per la malattia di Alzheimer. L'accumulo di placche di betamiloide irrigidisce la struttura del cervello. Le cellule di mantenimento della microglia, che esprimono il PIEZO1, rilevano questa rigidità attraverso la meccanosensazione abilitata dal PIEZO1 e, in risposta, circondano, compattano e fagocitano le placche. La rimozione del gene che codifica per il PIEZO1 nella microglia riduce la clearance delle placche e accelera il declino cognitivo nei ratti.

## Ligandi
- Jedi1/2
- Yoda1 (piccolo agonista molecolare)[32]

Antagonisti
- Streptomicina[33]
- Rutenio rosso
- GsMTx4[34]
- Dooku1[35]